# Ziua Victoriei (9 mai)
Ziua Victoriei este o sărbătoare care comemorează victoria asupra Germaniei naziste în 1945. A fost inaugurată pentru prima dată în cele 15 republici ale Uniunii Sovietice, ca urmare a semnării Instrumentului german de capitulare, seara târziu, pe 8 mai 1945 (după miezul nopții, deci pe 9 mai, ora Moscovei).
Guvernul sovietic a anunțat victoria la începutul zilei de 9 mai, după ceremonia de semnare de la Berlin.
Deși inaugurarea oficială a avut loc în 1945, sărbătoarea a devenit zi liberă abia în 1965 și numai în anumite republici sovietice.